# Загорье (Барановичский район)
Заго́рье (бел. Загор’е) — деревня в Барановичском районе Брестской области. Входит в состав Столовичского сельсовета. Население по переписи 2019 года — 13 человек.

## География
Деревня находится в 11 км (14,5 км по автодорогам) к северо-востоку от центра города Барановичи и в 3,5 км (4,5 км по автодорогам) к востоку от центра сельсовета, агрогородка Столовичи, на левом берегу реки Щара. Есть ферма КРС, на противоположном берегу реки находится деревня Судари.

## История
По переписи 1897 года — деревня Столовичской волости Новогрудского уезда Минской губернии, 82 двора, хлебозапасный магазин. В 1909 году — 56 дворов.
Согласно Рижскому мирному договору (1921) деревня с 22 домами вошла в состав межвоенной Польши, где принадлежала гмине Столовичи Барановичского повета Новогрудского воеводства.
С 1939 года в составе БССР, в 1940–62 годах — в Городищенском районе Барановичской, с 1954 года Брестской области, с 25 декабря 1962 года в Барановичском районе. С конца июня 1941 года до июля 1944 года оккупирована немецко-фашистскими войсками.
До недавнего времени работал магазин.

## Население
На 1 января 2021 года насчитывалось 17 жителей в 12 дворах, из них 10 в трудоспособном возрасте и 7 пенсионеров.
| Численность населения (по переписи) | Численность населения (по переписи) | Численность населения (по переписи) | Численность населения (по переписи) | Численность населения (по переписи) | Численность населения (по переписи) | Численность населения (по переписи) | Численность населения (по переписи) | Численность населения (по переписи) |
| 1897                                | 1909                                | 1921                                | 1939                                | 1959                                | 1970                                | 1999                                | 2009                                | 2019                                |
| ----------------------------------- | ----------------------------------- | ----------------------------------- | ----------------------------------- | ----------------------------------- | ----------------------------------- | ----------------------------------- | ----------------------------------- | ----------------------------------- |
| 291                                 | ↘270                                | ↘136                                | ↗369                                | ↘159                                | ↘138                                | ↘52                                 | ↘21                                 | ↘13                                 |